# العلاج بالصوت

العلاج الصوتي هو الاستخدام السريري للأصوات المسجلة، أو الموسيقى، أو الكلمات المنطوقة، أو مزيج منها، مسجلة على وسيط مادي مثل قرص مضغوط «CD»، أو ملف رقمي، بما في ذلك تلك المنسقة بتنسيق MP3، والتي يشغلها المرضى أو المشاركون على جهاز مناسب، ويستمعون إليها بقصد تجربة تأثير فيزيولوجي أو نفسي أو تأثير اجتماعي.

## توليف تخصصات متعددة
يجمع العلاج الصوتي عناصر من عدد من مجالات البحث والممارسة المنفصلة، بما في ذلك العلاج بالموسيقى الحسية والعلاج بالكتب والتصور الإبداعي والتصور الموجه والتأمل الموجه وشفاء الصوت والعلاج السلوكي المعرفي.

### العلاج بالموسيقى
يشير مصطلح "العلاج بالموسيقى المستقبلة" إلى عملية يستمع من خلالها المرضى أو المشاركون إلى الموسيقى بقصد محدد للاستفادة العلاجية؛ وهو مصطلح يستخدمه المعالجون لتمييزه عن (العلاج بالموسيقى النشط) الذي ينخرط من خلاله المرضى أو المشاركون في إنتاج موسيقى صوتية أو آلات موسيقية. العلاج بالموسيقى الحسية هو تدخل مساعد فعال مناسب لعلاج مجموعة من الحالات الجسدية والعقلية. يرث العلاج الصوتي من العلاج بالموسيقى العملية التي من خلالها يستفيد المستمع من الاستماع إلى الصوت، لكنه يخرج عنها بثلاث طرق مهمة:
أولاً: بينما يوفر العلاج بالموسيقى الحسية صوتًا مُوسِيقِيًّا يستمع إليه المريض أو المشارك، يستخدم العلاج الصوتي أيضًا أنواعًا أخرى من المحتوى الصوتي، بما في ذلك الكلمة المنطوقة والضوضاء المحيطة.
ثانيًا: يزعم ممارسو العلاج بالموسيقى الحسية أن تطبيقه الفعال يتطلب وجودًا معالجًا، ويؤكدون على العلاقة بين العميل والمعالج، وبين العميل والموسيقى، وبين العميل والمعالج الذي يتفاعل مع الموسيقى. على النقيض من ذلك وبتمييز، يجري تقديم العلاج الصوتي كطريقة خدمة ذاتية، يُزعم من خلالها أن المستمع يختبر فائدة علاجية نتيجة للاستماع، دون إدخال أو توجيه من طرف ثالث.
ثالثًا: في حين أن العلاج بالموسيقى قد يوفر موسيقى حية ومسجلة، يستمع إليها المريض أو المشارك، يجري توفير العلاج الصوتي دائمًا عبر تسجيل صوتي.

### العلاج بالقراءة
العلاج الكتابي هو العملية التي يقرأ من خلالها المريض أو المشارك الأدب الخيالي والشعر وغيرهما من الإبداعات بقصد تجربة نتيجة علاجية تظهر بشكل أكثر شيوعًا في تخفيف الألم النفسي أو الضيق العقلي بالإضافة إلى زيادة البصيرة الاستبطانية لنفسه أو نفسها.
غالبًا ما يقع العلاج الكتابي في سياق تكون فيه أحد التدخلات المتعددة، وعادةً ما يرتكز على علاج نفسي أو تخصص نفسي معين. أحد هذه التخصصات هو العلاج السلوكي المعرفي. على عكس العلاج بالموسيقى، ولكن على غرار العلاج الصوتي، فإن أهم جانب من جوانب العلاج المعرفي الكتابي هو محتوى التسجيل، لا التفاعلات الفردية مع المعالج.
يستورد العلاج الصوتي مبادئ العلاج الكتابي ولكنه يوفر المحتوى على وسائط مسجلة، مما يوفر الاستخدام العلاجي للكتب الصوتية.

### التصور الإبداعي
التصور الإبداعي هو العملية الإدراكية لتوليد صور ذهنية بصرية بشكل هادف، مع عيون مفتوحة أو مغلقة، محاكاة الإدراك البصري أو إعادة إنشائه، من أجل الحفاظ على تلك الصور وفحصها وتحويلها، وبالتالي تعديل العواطف أو المشاعر المرتبطة، بقصد الحصول على تجربة مفيدة لاحقة فيزيولوجية أو نفسية أو تأثيرات اجتماعية، مثل تسريع التئام الجروح في الجسم، تقليل الألم الجسدي، تخفيف الألم النفسي بما في ذلك القلق، والحزن، وسوء الحالة المزاجية، تحسين احترام الذات أو الثقة بالنفس، وتعزيز القدرة على التأقلم عند التفاعل مع الآخرين.
يمكن تسهيل التصور الإبداعي شَخْصِيًّا بواسطة معلم أو ممارس، أو توفيره على وسائط مسجلة. سواء جرى تقديمه شَخْصِيًّا أو جرى تسليمه عبر الوسائط، كما هو الحال في العلاج الصوتي، تتكون التعليمات اللفظية من كلمات، غالبًا ما تكون مكتوبة مسبقًا، تهدف إلى توجيه انتباه المشارك إلى الصور الذهنية المرئية التي يجري إنشاؤها عن قصد والتي تؤدي إلى استجابة نفسية وفيزيولوجية إيجابية، بما في ذلك  زيادة الاسترخاء العقلي والجسدي وانخفاض الضغط النفسي والجسدي.

### الصور الارشادية
التخيل الموجه هو تدخل العقل والجسم الذي يساعد من خلاله ممارس أو مدرس مدرب مشارك أو مريض على استحضار وتوليد صور ذهنية تحاكي الإدراك الحسي أو تعيد تكوينه للمشاهد، الأصوات، الأذواق، الروائح، الحركات، والصور المرتبطة باللمس، مثل الملمس ودرجة الحرارة والضغط، بالإضافة إلى المحتوى التخيلي أو الذهني للمشارك أو تجارب المريض على أنها تتحدى الفئات الحسية التقليدية، والتي قد تثير عواطف أو مشاعر قوية. في غياب المنبهات التي تستقبل المستقبلات الحسية المرتبطة.
يجوز للممارس أو المعلم تسهيل هذه العملية شَخْصِيًّا لفرد أو مجموعة. بدلاً من ذلك، قد يتبع المشارك أو المريض التوجيه المقدم من خلال تسجيل التعليمات المنطوقة التي قد تكون مصحوبة بالموسيقى أو الصوت، كما هو الحال في العلاج الصوتي.

### التأمل الموجه
التأمل الموجه هو عملية يقوم من خلالها واحد أو أكثر من المشاركين بالتأمل استجابة للتوجيه المقدم من ممارس أو معلم مدرب، إما شَخْصِيًّا أو عبر نص مكتوب أو تسجيل صوتي أو فيديو أو وسائط سمعية بصرية تشتمل على الموسيقى أو التوجيه الشفهي، أو مزيج من الاثنين معًا.
يسهل العلاج الصوتي التأمل الموجه لتحقيق فائدة علاجية من خلال توفير التسجيلات.
يستخدم مصطلح "التأمل الموجه" بشكل شائع في الممارسة السريرية والبحث العلمي والمنهج العلمي للدلالة على مجموعة من التقنيات المتكاملة. تشتمل التركيبة أو التوليف الأكثر شيوعًا والأكثر استخدامًا على موسيقى التأمل والعلاج بالموسيقى المستقبلة، والصور الموجهة، والاسترخاء، وبعض أشكال الممارسة التأملية، والصحافة. على نحو أقل شيوعًا، يجري تضمين إجراءات التنويم المغناطيسي أو التنويم المغناطيسي كجزء من التدخل متعدد الأوجه الذي يُشار إليه بمصطلح "التأمل الموجه".

### العلاج السلوكي المعرفي
العلاج السلوكي المعرفي «CBT» هو شكل من أشكال العلاج النفسي الذي يمكن تقديمه بشكل فعال لمجموعة من المرضى من خلال توفير التسجيلات الصوتية، كما هو الحال في العلاج الصوتي، والذي يزود المريض بالتعليمات المتعلقة بإدارة الأفكار والمشاعر والسلوكيات.  

## الفرضيات
يعتمد العلاج الصوتي على الفرضية القائلة إن الاستماع بانتباه للأصوات المسجلة، مثل الموسيقى أو الكلمات المنطوقة أو الضوضاء المحيطة، تؤثر على الأفكار والمشاعر، والتي بدورها تؤثر على الكيمياء الكهربائية للدماغ وفيزيولوجيا الجسم. لذلك يمكن اعتباره تدخلاً للعقل والجسم، على النحو المحدد من قبل المركز الوطني للصحة التكميلية والتكاملية «NCCHI». تُعَرِّف تدخلات العقل والجسم بأنها تلك الممارسات التي "تستخدم مجموعة متنوعة من التقنيات المصممة لتسهيل قدرة العقل على التأثير على وظائف الجسم والأعراض"، وتشمل الصور الموجهة والتأمل الموجه وأشكال النشاط التأملي والتنويم المغناطيسي والعلاج بالتنويم المغناطيسي والصلاة، وكذلك العلاج بالفن والعلاج بالموسيقى والعلاج بالرقص.
على الرغم من أن الوسائل التي يؤثر بها العقل على الجسم غير معروفة إلى حد كبير، فإنه يفسر إلى حد كبير من خلال علم المناعة العصبي النفسي.